# Monalisa Chinda
Monalisa Chinda (sinh ngày 13 tháng 9 năm 1974) là tên của một diễn viên và là nhà sản xuất phim nổi tiếng người Nigeria.

## Lí lịch
Bà sinh ra ở Port Harcourt, bang River. Cha bà là người Ikwerre còn mẹ bà là người Igbo (Các tên của các dân tộc ở Nigeria). Bà là người chị cả trong gia đình 6 anh chị em (2 nam 4 nữ).
Bà học tiểu học ở trường quân đội trẻ em và học trung học ở trường trung học nữ Archdeacon Crowther Memorial. Cả hai ngôi trường này đều ở Port Harcourt. Sau đó, bà vào đại học Port Harcourt và tốt nghiệp với tấm bằng nghệ thuật sân khấu.

## Sự nghiệp
Năm 1996, bà tham gia vào một bộ phim đầu tiên tên là Pregnant Virgin (tạm dịch: Trinh nữ mang thai). Sau khi bà tốt nghiệp vào năm 2000, bà góp mặt vào bộ phim tiếp theo tên là Above the Law (tạm dịch: Trên cả luật) và từ khi ấy, bà bắt đầu tham gia nhiều bộ phim khác.
Năm 2007, bà tham gia vào một sản phẩm truyền hình tên là Heaven's Gate (tạm dịch: Cổng thiên đường).
Năm 2011, bà và Emem Isong đồng sản xuất một bộ phim tên là Kiss & Tell (tạm dịch: Hôn và nói).
Năm 2012, bà trở thành 1 trong 4 diễn viên đầu tiên xuất hiện trên bìa tạp chí Hollywood hàng tuần.
Tháng 11 năm 2014, bà tạm ngừng việc diễn xuất của mình để chuẩn bị ra mắt một chương Talk show với tiêu đề You & I with Monalisa (tạm dịch: Bạn và tôi cùng với Monalisa).
Ngoài ra, bà còn tham gia nhiều công việc từ thiện.

## Giải thưởng
Năm 2009, bà nhận được giải nữ diễn viên xuất sắc nhất của Afro Hollywood tại lễ hội Monte Carlo Television.
Năm 2011, Monalisa trở thành đại hiện của Port Harcourt - Carnival Queen.